# YouTube Rewind
YouTube Rewind (stilizzato in YouTube ЯEWIND) è stata una serie di video prodotti, creati e caricati dal canale ufficiale di YouTube Spotlight. I video erano una panoramica e un riepilogo dei video più virali di YouTube, delle mode e delle canzoni più in voga dell'anno corrispondente. Sono stati infatti pubblicati annualmente ogni dicembre fino al 2019, e figuravano in modo originale l'apparizione di molte personalità del sito.

## Puntate

### YouTube Rewind 2010: Year in Review
Il primo video della serie, YouTube Rewind 2010: Year in Review, è caricato dal canale YouTube Trends il 12 dicembre 2010. Il giorno dopo appare sul canale YouTube Spotlight ottenendo più visualizzazioni e rimanendo successivamente il canale della serie (finché il canale "YouTube Spotlight" non viene integrato in "YouTube" stesso negli anni successivi). Viene rivelato che il video Bed Intruder Song di Antoine Dodson e The Gregory Brothers è il maggior visualizzato del 2010.

### YouTube Rewind 2011
Nel 2011, Rebecca Black è il fulcro centrale del video YouTube Rewind 2011, essendo presentatrice ed essendo il suo video musicale Friday il numero 1 del 2011. Il video si compone di un montaggio dei video più virali dell'anno.

### Rewind YouTube Style 2012
Nel 2012, Gangnam Style di Psy e Call Me Maybe di Carly Rae Jepsen sono le basi musicali del video, tanto da essere denominato Rewind YouTube Style 2012. Diversamente dagli anni precedenti, parecchi YouTuber popolari fanno brevi apparizioni e sketch originali, incluso lo stesso PSY, dove vengono fatti riferimenti per esempio al video musicale di Somebody That I Used to Know, alle elezioni presidenziali negli Stati Uniti d'America del 2012, al film Hunger Games, alle Olimpiadi di Londra 2012, al lancio di Felix Baumgartner, alla sonda Curiosity, ai videogiochi Halo e Minecraft.

### YouTube Rewind: What Does 2013 Say?
Nel 2013, il motivo principale del video YouTube Rewind: What Does 2013 Say? è la canzone di Ylvis The Fox (What Does the Fox Say?). Sono fatti molti altri riferimenti, soprattutto riguardanti video musicali come Blurred Lines di Robin Thicke, We Can't Stop e Wrecking Ball di Miley Cyrus, Gentleman di Psy, l'album The Heist di Macklemore & Ryan Lewis, Applause di Lady Gaga, Get Lucky dei Daft Punk, Roar di Katy Perry. Inoltre vi è il meme dell'Harlem Shake, il videogioco Goat Simulator, i Muppet, il finale di serie di Breaking Bad e il fenomeno del twerking. Il video è prodotto dallo studio Portal A.

### YouTube Rewind: Turn Down for 2014
Il 9 dicembre del 2014, YouTube Spotlight pubblica YouTube Rewind: Turn Down for 2014, che include numerose canzoni in backgroud nonché scene ispirate ai rispettivi video musicali, primo fra tutti Turn Down for What di DJ Snake e Lil Jon, oltre a Fancy di Iggy Azalea, #Selfie dei Chainsmokers insieme al fenomeno omonimo, Happy di Pharrell Williams, All About That Bass di Meghan Trainor, Bang Bang di Jessie J, Anaconda di Nicki Minaj, Dark Horse di Katy Perry, e Let It Go di Idina Menzel. Altri riferimenti includono per esempio il popolare video YouTube First Kiss, il fenomeno dell'Ice Bucket Challenge e il videogioco Flappy Bird. Questa edizione presenta numerose celebrità come John Oliver, Stephen Colbert, Jimmy Kimmel, Chris Hardwick, Conan O'Brien e Conchita Wurst; e molti YouTuber come PewDiePie, Danisnotonfire, Amazing Phil, Troye Sivan, Smosh, Pentatonix e altri. Per la decisione di includere utenti internazionali, in totale oltre 120 personalità del sito appaiono nel video. Insieme ad esso, YouTube pubblica due playlist "Top Trending Videos of 2014" e "Top Trending Music Videos of 2014", di cui appaiono anche versioni specifiche per paese.

### YouTube Rewind: Now Watch Me 2015
Il 7 dicembre 2015 viene annunciata attraverso un video del canale di YouTube Spotlight l'uscita del YouTube Rewind il giorno successivo. Il 9 dicembre 2015 viene infatti caricato YouTube Rewind: Now Watch Me 2015. La musica composta da The Hood Internet è un remix, per opera di Avicii, di svariate canzoni popolari dell'anno, i quali temi di alcuni dei video musicali vengono ripresi e reinterpretati. Il video include Cheerleader di Omi, What Do You Mean? di Justin Bieber, Watch Me (Whip/Nae Nae) di Silentó, Lean On di Major Lazer e DJ Snake, Hey Mama di David Guetta, Can't Feel My Face di The Weeknd, Elastic Heart di Sia, e Hotline Bling di Drake. Compaiono personalità di YouTube prevenienti da oltre 129 canali, e altre come John Oliver, James Corden e Karlie Kloss, che omaggiano l'anno attraverso vari riferimenti, tra cui il video Love Has No Labels, la legalizzazione del matrimonio LGBT negli Stati Uniti, la tipologia di video 100 Years of..., il costume del Left Shark dell'halftime show del Super Bowl XLIX tenuto da Katy Perry, il meme Just Do It di Shia LaBeouf, il video Pizza Rat, il videogioco Five Nights at Freddy's, il fenomeno virale del The Dress, il lip sync, il film Jurassic World, la data nella trilogia dei film RItorno al futuro e il decimo compleanno di YouTube (attraverso la rappresentazione di video iconici del sito degli anni passati).

### YouTube Rewind: The Ultimate 2016 Challenge
Il 2 dicembre 2016 il profilo verificato su Instagram di YouTube pubblica consecutivamente sei immagini accompagnate dall'hashtag #RewindIsComing. Esse rappresentano figure stilizzate di alcuni dei tormentoni dell'anno suddetto, e dal loro collage si evince che la pubblicazione del video avverrà il 7 dicembre 2016. Il 5 dicembre YouTube Spotlight pubblica un video di 16 secondi dove si intravedono scene del Rewind e viene annunciata ufficialmente la sua pubblicazione alle 10 PST. Il video viene pubblicato il giorno e l'ora previsti con il nome di YouTube Rewind: The Ultimate 2016 Challenge, dovuto alle numerose "challenge", cioè sfide, che si sono susseguite nell'anno. Esso figura sempre musica composta da The Hood Internet questa volta remixata da Major Lazer; sebbene le numerose melodie, si distinguono per importanza Sorry di Justin Bieber, Work from Home delle Fifth Harmony, Hasta el Amanecer di Nicky Jam, Light It Up dei Major Lazer, Closer de The Chainsmokers. Vengono interpretati i video musicali di quest'ultimi nonché di altri, ma senza presentarne la melodia, tra cui JuJu On That Beat di Zaylon McCall, This Is What You Came For di Calvin Harris, Famous di Kanye West (in cui si notano riferimenti come al musical Hamilton, all'artista Sia e a Panda di Desiigner), Side to Side di Ariana Grande, Hold Up di Beyoncé. Le suddette challenge reinterpretate sono per esempio le cosiddette "corn drill", "orbeez", "mannequin", "running man", "don't mind", "highlighter", "100 coats of nail polish", "bottle flip". Altri fenomeni citati o riferimenti a eventi dell'anno sono il videogioco Pokémon Go, la serie televisiva Stranger Things, i bagel colorati, l'uso della pressa idraulica, le Olimpiadi di Rio de Janeiro, il meme dell'espressione corrucciata di Michael Phelps, la serie di video su Scott Sterling, il tormentone di "Damn Daniel" basato sulle Vans bianche, la danza Pen-Pineapple-Apple-Pen, il costume del T. rex di Ninja Warrior, l'avvento di YouTube Red, la lotta Hadoken di Street Fighter, la morte di Hodor della serie televisiva Il Trono di Spade, un tributo agli artisti Prince e David Bowie, la danza dab, il gioco "Carpool Karaoke" di James Corden. Compaiono diversi nuovi YouTuber di spicco tra cui Dwayne Johnson, con un ampio spazio dedicato a creatori internazionali e ballerini di YouTube.

### YouTube Rewind: The Shape of 2017
Il 6 dicembre 2017 viene pubblicato YouTube Rewind: The Shape of 2017; in questa occasione a questo e ai video del 2015 e del 2016 viene aggiunto nel titolo #YouTubeRewind. Le basi musicali udibili sono Despacito di Luis Fonsi e Daddy Yankee (che figurano anche nel video), Humble di Kendrick Lamar, Shape of You di Ed Sheeran (che dà anche il titolo), Shooting Stars dei Bag Raiders (per mostrarne il meme), Stay di Zedd e Alessia Cara, All Star degli Smash Mouth (tornato in auge quest'anno), I'm the One di DJ Khaled. Tra i video virali, le mode e i meme avvenuti nel 2017 figurano il video del bambino che interrompe l'intervista della BBC News, i fidget spinner, il video del treno che si schianta contro la neve, Salt Bae, lo slime, la "full face" challenge, il video New Rules di Dua Lipa, l'eclissi solare del 21 agosto 2017, il video Look What You Made Me Do di Taylor Swift, Backpack Kid, "floor is lava" challenge, il video Man's Not Hot di Big Shaq, "hot knife" challenge, il film Wonder Woman, "fire noodle" challenge, gli Estranei della serie Il trono di spade, il videogioco Dream Daddy, la giraffa April. Per la prima volta vengono affrontati temi di cronaca riguardo a tragedie o terrorismo, quali l'uragano Harvey, l'attentato di Manchester al concerto di Ariana Grande, i terremoti del Chiapas e di Puebla; per la prima volta nei titoli di coda viene riservato spazio a disegnatori e animatori.

### YouTube Rewind 2018: Everyone Controls Rewind
Nel 2018 il format dell'iconico video si è diversificato molto. Intitolato YouTube Rewind 2018: Everyone Controls Rewind e uscito il 6 dicembre 2018 si è soffermato molto di più nel creare una narrativa delle vicende, risultato tuttavia il video meno gradito della serie e detiene il record di video con più non mi piace della storia di YouTube. Le basi musicali hanno incluso I Like It di Cardi B, Bad Bunny e J Balvin, Idol dei BTS, In My Feelings di Drake (con la challenge connessa), I Love It di Kanye West, Lil Pump e Adele Givens, High Hopes dei Panic! at the Disco, Dame Tu Cosita di El Chombo e Cutty Ranks, la canzone popolare Baby Shark. Il video inizia con Will Smith che sogna i contenuti caratteristici dell'anno del video tra cui il videogioco Fortnite, il genere musicale K-pop, il Royal Wedding del principe Harry e di Meghan Markle, il personaggio animato Bongo Cat, il fenomeno virale del mukbang, il video virale dello Yodeling Kid, la fondazione Make-A-Wish, le drag queen, la rappresentazione asiatica nei media (ricordiamo Crazy & Rich, Tutte le volte che ho scritto ti amo, Come far perdere la testa al capo), il movimento femminista (ricordiamo "Time's Up"), il campionato mondiale di calcio 2018, il Falcon Heavy di Elon Musk, il fenomeno virale dell'ASMR. Personaggi di punta sono stati Marques Brownlee, Ninja, Liza Koshy; in questo video compare anche lo YouTuber italiano Favij.

### YouTube Rewind 2019: For the Record
Dopo l'insuccesso clamoroso dello scorso video che con 19 milioni di dislikes è divenuto il video meno apprezzato di tutta la piattaforma, YouTube riconosce apertamente il suo errore e dichiara di cambiare totalmente format rispetto a quello che si era instaurato dal 2012 (cioè sketch originali basati sulle mode dell'anno). Il 5 dicembre 2019 esce YouTube Rewind 2019: For the Record che presenta diverse classifiche generali o per specifiche categorie dei video più apprezzati dell'anno (decisi in base ai likes e alle visualizzazioni) dando così spazio ai contenuti che effettivamente quest'anno sono apparsi in primo piano su YouTube e non basati su pregressa fama o notorietà ottenuta su altre piattaforme che non fossero YouTube. Le classifiche incluse sono state:
- i 10 video di YouTuber che hanno ottenuto più likes dell'anno
- i 10 video musicali che hanno ottenuto più likes dell'anno
- i 5 video di danza che hanno ottenuto più likes dell'anno
- i 5 videogiochi che hanno ottenuto più visualizzazioni dell'anno
- i 5 video di lifestyle/bellezza che hanno ottenuto più likes dell'anno
- i 10 YouTuber il cui primo video è stato pubblicato nel 2019 che hanno raggiunto il maggior numero di iscritti
- i 10 YouTuber che hanno ottenuto più visualizzazioni dell'anno

Infine sono stati presentati sparsi record (come per esempio superare i 10 milioni di iscritti), raggiunti soprattutto da creatori internazionali. Il video è molto dinamico e accompagnato da diversi brani popolari dell'anno: 7 Rings di Ariana Grande, Tokyo Drifting dei Glass Animals & Denzel Curry, Bad Guy di Billie Eilish, Don't Start Now di Dua Lipa. Il video, sebbene la diplomazia e neutralità, è stato recepito in modo misto, prevalentemente negativo, per via del poco impegno e del poco intrattenimento; per questo motivo molti canali su YouTube hanno deciso di produrre la propria versione di Rewind.

### Statistiche
| Video | Data di caricamento                                                    | Visualizzazioni (al 14 febbraio 2021)                |
| --- | ---------------------------------------------------------------------- | ---------------------------------------------------- |
| YouTube Rewind 2010: Year in Review (YouTube Trends) YouTube Rewind 2010: Year in Review (YouTube Spotlight) | 12 dicembre 2010 (YouTube Trends) 13 dicembre 2010)(YouTube Spotlight) | 1,7 Mln (YouTube Trends) 6,6 Mln (YouTube Spotlight) |
| YouTube Rewind 2011                                                                                          | 20 dicembre 2011                                                       | 12 Mln                                               |
| Rewind YouTube Style 2012                                                                                    | 17 dicembre 2012                                                       | 194 Mln                                              |
| YouTube Rewind: What Does 2013 Say?                                                                          | 11 dicembre 2013                                                       | 136 Mln                                              |
| YouTube Rewind: Turn Down for 2014                                                                           | 9 dicembre 2014                                                        | 134 Mln                                              |
| YouTube Rewind: Now Watch Me 2015                                                                            | 9 dicembre 2015                                                        | 153 Mln                                              |
| YouTube Rewind: The Ultimate 2016 Challenge                                                                  | 7 dicembre 2016                                                        | 240 Mln                                              |
| YouTube Rewind: The Shape of 2017                                                                            | 6 dicembre 2017                                                        | 237 Mln                                              |
| YouTube Rewind 2018: Everyone Controls Rewind                                                                | 6 dicembre 2018                                                        | 213 Mln                                              |
| YouTube Rewind 2019: For the Record                                                                          | 5 dicembre 2019                                                        | 112 Mln                                              |